# 岡野真也
岡野 真也（おかの まや、1993年2月22日 - ）は、日本のタレント、女優、モデル。栃木県宇都宮市出身。ソニー・ミュージックアーティスツに所属していた。既婚で二児の母親。

## 略歴
2005年、中学1年生のときに父親の薦めで、スーパー・ヒロイン・オーディション ミス・フェニックスを受ける。結果、ファイナリストに選ばれ、ニューカム（現ソニー・ミュージックアーティスツ）に所属が決まり現在に至る。

## 人物
- 長年、血液型が不明であったが、18歳の時にA型と判明する[3]。それ以前は、献血に参加しても判明せず、本人曰く「17年間の謎」であった[4]。
- 趣味は、読書、ぬりえ。自宅で本をいったん読み出すとソファーから降りられなくなるほどの読書好きである[5]。
- 音楽（特にロック・洋楽）を聞くのが好きで、ライブなどにも頻繁に行っている。
- 特技は、民舞（母親とエイサーを習う）、側転、くしゃみの演技[6]。
- 好きな食べ物は、あずき。中学までこしあん派だったか、今はつぶあん派である[7]。
- 高校では、華道部（安達流）に所属していた。月1回の活動が決め手だった。副部長を務めていた。
- 大学では文化人類学を学んでいて、映画制作サークルに属していた。ここでは役者としてでなく、脚本やカメラマンなど裏方仕事を中心に活動していた。
- 美少女評論家の高倉文紀は岡野は次世代の女優像として求められている「清潔感があって、知的な雰囲気があり、時代を超えた懐かしいたたずまいを持つ」の3つ全てを備えていると評している[5]。
- 2018年8月25日、映画『高崎グラフィティ。』の初日舞台あいさつに登壇し、6月に年上の一般男性と結婚していたことを発表した[8]。2021年11月に二女を出産した[2]。

## 出演

### テレビドラマ
- 介助犬ムサシ〜学校へ行こう!〜（2007年4月20日、フジテレビ） - 女子生徒 役
- 安宅家の人々（2008年1月7日 - 3月28日、東海テレビ） - 安宅久仁子（少女期） 役
- 恋して悪魔〜ヴァンパイア☆ボーイ〜（2009年7月7日 - 9月8日、関西テレビ・フジテレビ） - 大塚典子 役
- 左目探偵EYE 第7話（2010年3月6日、日本テレビ） - 北沢かおり 役
- 交渉人・遠野麻衣子〜最後の事件（2010年6月26日、テレビ朝日） - 木下美也子（中学時代） 役
- 熱海の捜査官（2010年7月30日 - 9月17日、テレビ朝日） - 萌黄泉 役
- 連続テレビ小説「ゲゲゲの女房」 第133話 - 第138話（2010年8月30日 - 9月4日、NHK）
- 京都地検の女 第6シリーズ 第5話（2010年11月11日、テレビ朝日） - 松尾美奈 役
- 仮面ライダーオーズ/OOO 第17話・第18話（2011年1月9日・16日、テレビ朝日） - 白鳥梨恵 役
- カクセイ〜恐怖に目覚める6つのストーリー〜「暗示」（2011年3月31日、フジテレビ）
- 新あなたの知らない世界「色あせた最後のラブレター」（2011年8月25日、日本テレビ）
- 相棒 season10 第7話（2011年11月30日、テレビ朝日） - 加藤美咲 役
- 37歳で医者になった僕〜研修医純情物語〜 第4話（2012年5月1日、関西テレビ） - 吉野香織 役
- 走馬灯株式会社 第7話（2012年8月27日、TBS） - 今泉奈々 役
- ヤアになる日〜鳥羽・答志島パラダイス〜（2012年9月30日、NHK BSプレミアム） - 谷里美 役
- GTO 完結編〜さらば鬼塚!卒業スペシャル（2013年4月2日、関西テレビ） - 船田美佳 役
- お天気お姉さん 第8話・第9話（2013年5月31日・6月7日、テレビ朝日） - 岩下陽子 役
- 特捜弁護士・橘竜太郎（2013年6月10日、TBS） - 岸本亜優美 役
- ドラマ 名画喫茶イマジカBS 特選名画の人生座...3代目のキセキ（2013年7月27日、イマジカBS） - 鳳佳奈 役
- 天才刑事・野呂盆六8（2013年8月10日、テレビ朝日） - 三俣東見のアシスタント 役
- ハードナッツ! 〜数学girlの恋する事件簿〜（2013年10月20日 - 12月8日、NHK BSプレミアム） - 浅尾奈津子 役
- アゲイン!!（2014年7月20日 - 9月21日、MBS） - 藤枝暁 役
- マザーズ（2014年10月18日、中京テレビ） - 佐伯美紀子 役
- なぜ東堂院聖也16歳は彼女が出来ないのか? 第2話（2014年10月27日、メ〜テレ） - 橘静香 役
- 闇金ウシジマくん Season3 第1話・第4話（2016年7月17日・8月7日、MBS）[9]
- 死幣-DEATH CASH- 第4話・第5話（2016年8月11日、TBS） - 山添夏子 役
- ボク、運命の人です。（2017年4月15日 - 6月17日、日本テレビ） - 宇久森みどり 役
- ブラックリベンジ（2017年10月5日 - 12月8日、読売テレビ） - 芦原咲良 役
- 男の操 第7話（2017年12月24日、NHK BSプレミアム） - 五木あわれ（大人） 役
- 死役所 第5話（2019年11月14日、テレビ東京） - 樋田まりあ 役
- 嫌われ監察官 音無一六 season1 第1話（2022年5月6日、テレビ東京） - 佐橋真美 役
- クロサギ 第2話（2022年10月28日、TBS） - ユミ 役
- ウルトラマンブレーザー 第3話・第10話・第15話（2023年7月22日・9月16日・10月14日、テレビ東京） - ヒルマサトコ 役

### 映画
- 時をかける少女（2010年3月13日） - 女子生徒 役
- Little Angels（2010年） - 主演[注 1]
- アバター（2011年4月30日） - 岡崎美里 役
- ブルックリン橋をわたって（2011年12月17日） - さなえ 役
- 一枚の履歴書（2011年）[注 2]
- HOME 愛しの座敷わらし（2012年4月28日） - 恵美子 役
- バカリズム THE MOVIE（2012年5月26日） - A子 役
- Another（2012年8月4日） - 桜木ゆかり 役
- ツナグ（2012年10月6日） - 加藤 役[10]
- 俺俺（2013年5月25日） - ハンバーガーショップの店員 役
- 恋文X（2014年7月5日） - るり子 役[注 3][11]
- 飛べないコトリとメリーゴーランド（2015年7月4日） - 主演・羽田コトリ 役[12]
- 図書館戦争-THE LAST MISSION-（2015年10月10日） - 水戸図書隊防衛部の片瀬 役
- 下衆の愛（2016年4月2日） - ミナミ 役[13]
- あさひなぐ（2017年9月22日） - 大友明子 役[14]
- ゆらり（2017年11月4日） - 主演・泉凛香 役[注 4][15]
- 生きる街（2018年3月3日） - 仲村みゆき 役[16]
- EVEN〜君に贈る歌〜（2018年6月2日） - ヒロイン・マミ 役[17]
- 高崎グラフティ。（2018年8月25日） - 大塚寛子 役[18]
- ウルトラマンブレーザー THE MOVIE 大怪獣首都激突（2024年2月23日） - ヒルマサトコ 役[19]

### 舞台
- Santa Claus Con-Game〜外伝プーダスの大冒険〜（2013年7月20日 - 28日、あうるすぽっと） - ヒュイア 役
- 真っ白な図面とタイムマシン（2014年3月8日 - 16日、青山円形劇場） - 星野夏美 役[20]
- 一週間フレンズ。（2014年11月14日 - 24日、CBGKシブゲキ!!） - ヒロイン・藤宮香織 役[21]
- sea , she , see（2015年9月5日 - 8日、VACANT原宿）
- blue , blew , bloom（2016年3月1日 - 6日、VACANT原宿）
- 厚い雲に覆われた光（2016年8月2日 - 8日、中野ウエストエンドスタジオ） - 主演・高校生 役[22]
- サクラサクコロ2016（2016年10月9日、赤坂レッドシアター） - ゲスト出演
- ストックホルム（2018年1月23日 - 28日、赤坂レッドシアター）
- 世界、（2024年8月28日 - 9月3日、ウエストエンドスタジオ）[23]

### ラジオドラマ
- FMシアター 唄娘（2017年3月4日、NHK-FM） - 希星（きらら） 役

### 教養番組
- NHK高校講座「科学と人間生活」（2012年4月16日 - 、NHK Eテレ）[24]
- 4夜連続 知的探検スペシャル 恋愛は科学だ!（2013年2月25日 - 28日、フジテレビ）[注 5]
- バック・トゥ・ザ21世紀〜気づけば未来があふれてた〜 第一章 21世紀の「仕事」（2015年12月28日、BS朝日） - スリープガール 役[25]
- おとなの基礎英語（2017年4月 - 、NHK Eテレ） - 足立梨沙 役[注 6][26]

### バラエティ番組
- ウルトラゾーン（2011年 - 2012年、テレビ神奈川）
  - 第1話・第2話・第4話・第5話「怪しい者じゃないです」（2011年10月16日・23日・11月6日・13日） - 住人 役
  - 第8話・第11話・第12話「不良怪獣ゼットン」（2011年12月4日・25日・2012年1月8日） - カオリ 役
- 痛快TV スカッとジャパン（フジテレビ）
  - モンスター入院患者（2015年6月22日）
  - 他人のミスは蜜の味（2016年4月25日）
  - 図々しいケチオンナ（2018年7月2日） - 丸山綾香 役
  - 自分の女子力自慢オンナ（2018年9月3日） - 井上琴子 役
- シャキーン! コラおじさん（2016年1月、NHK Eテレ） - 娘 役

### CM
- 片岡物産 バンホーテン（2007年）
- NTT docomo 企業（2008年）
- 三菱電機 REAL（2008年5月 - ）
- JOYSOUND（2008年）
- オリエンタルランド 東京ディズニーシー「春キャンコーラス部」（2009年）
- 福岡銀行 ユニバーサルアクションキャンペーン（2009年 - 2010年）
- カルピス カルピスソーダ（2009年 - 2010年）
- 内閣府 政府広報「自殺対策キャンペーン」（2010年3月 - ）
- ソフトバンクモバイル（2011年）
- 東京ガス 企業（2011年5月 - ）
- インテル すぐネットPC「だれだっけと言われる男」（2011年10月 - ）[注 7]
- 読売新聞（2012年4月 - ）
- モスバーガー とびきりハンバーグサンド「厚切りベーコン」（2012年10月 - ）
- サントリー C.C.サイダー「青春の見送り編」（2013年7月 - ）
- アソビズム ドラゴンポーカー（2014年1月 - ）
- イオン トップバリュ スムージー（2014年7月 - ）
- トヨタ自動車 Toyota Safety Sense（2015年6月12日 - ）[27]
- リクルート 音楽のある就活（2016年2月 - ）
- EXILE「EXTREME BEST」TV SPOT 家族篇（2016年9月22日 - ）
- LINE LINE NEWS（2017年7月 - ）

### 広告
- 河合塾マナビスイメージモデル（2008年 - 2010年）
- ふくおかフィナンシャルグループイメージモデル（2012年）

### 雑誌
- 「月刊デ☆ビュー」6月号（2009年5月、オリコン・エンタテインメント）
- 「Girls!」Vol.28（2009年5月、双葉社）
- 「CM NOW」（玄光社）
  - Vol.140（2009年9-10月号）
  - Vol.144（2010年5-6月号）
  - Vol.152（2011年9-10月号）
  - Vol.157（2012年7月号）
- 「フォトテクニック デジタル」（玄光社）
  - 3月号（2010年2月）
  - 10月号（2010年9月）
  - 4月号（2011年3月）
- 「UP to boy」Vol.199（2010年8月、ワニブックス）
- 「memew」vol.48（2010年8月、近代映画社）
- 「aBUTTON」Vol.1_恋（2011年8月、PARCO出版・ルーセント・ピクチャーズエンタテインメント）
- 「FRIDAY」2011年9月9日号（2011年8月、講談社）
- 「デジモノステーション」3月号（2013年1月、ソニー・マガジンズ）

### ムック
- こだわりポートレート アイデアの引き出し -フォトテクニックデジタル（2012年3月、玄光社)

### ミュージックビデオ
- 奥華子「初恋」（2010年3月17日）
- Song Riders「Snowing Again」（2013年11月20日）
- ケラケラ「あしたも笑顔で」（2016年）
- Setsu Fukushima「たびおと」（2018年3月7日）
- 空想委員会「宛先不明と再配達」（2018年7月14日）

### DVD / Blu-ray
- 「本当は怖い童謡」VOL.2（2008年4月、DVD、ポニーキャニオン） - 「はないちもんめ」主演・冨美香 役
- 「aBUTTON」Vol.1_恋（2012年3月、Blu-ray、エイベックス・マーケティング）